# Stephanie (cantante)
Stephanie (ステファニー, Sutefanī, n. el 5 de agosto de 1987) es una cantante y compositora japonesa. Actualmente reside en Tokio. Ella ha firmado por Sony Music Japan y es una estudiante de derecho en la universidad Aoyama Gakuin.

## Biografía
Su madre es japonesa (de la prefectura de Yamaguchi) y su padre es armenio, sin embargo ella es ciudadana japonesa. Stephanie puede cantar cinco octavas.

## Carrera

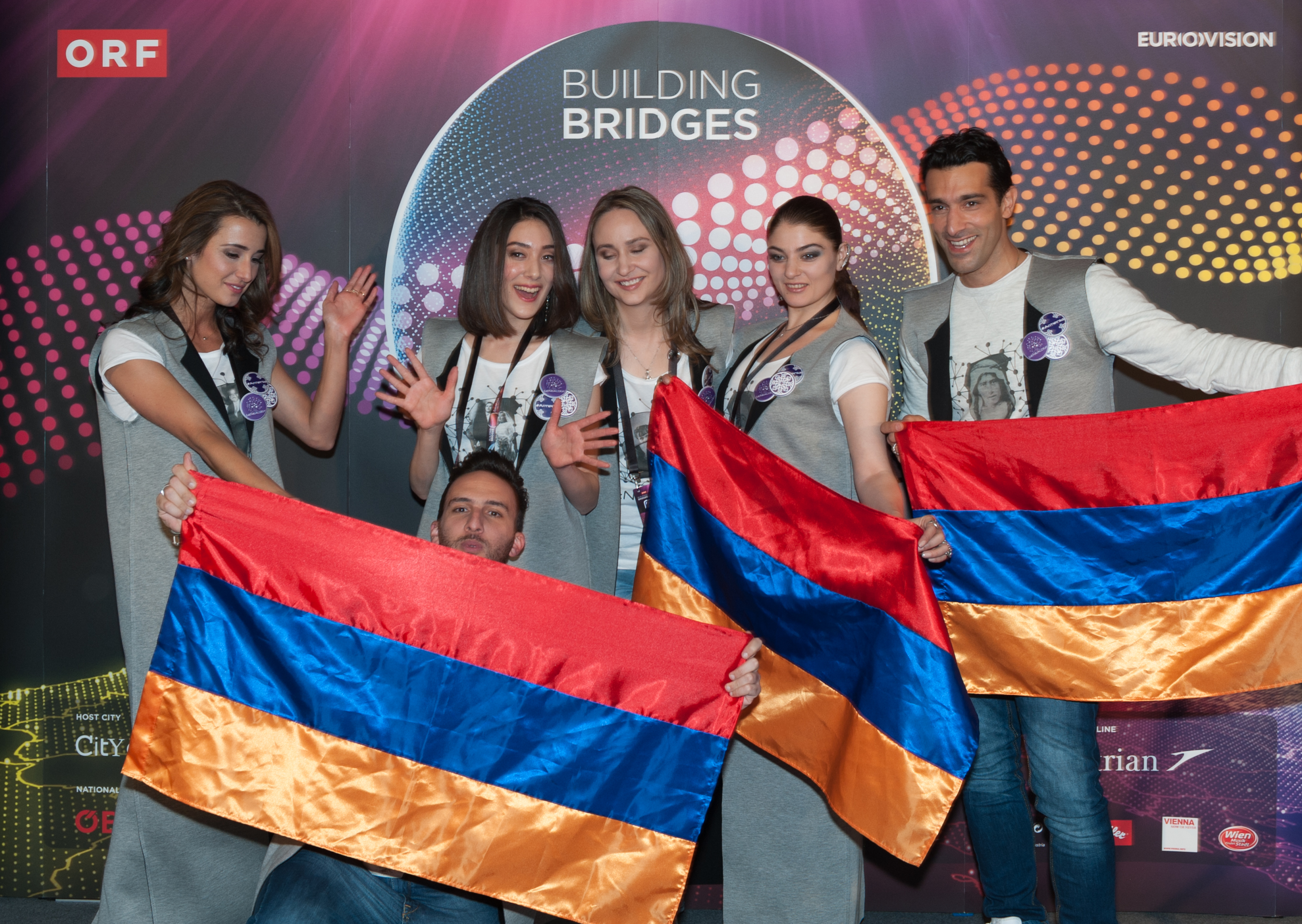
Stephanie con su grupo Genealogy durante el 60º Festival de la Canción de Eurovisión en 2015

Cuando ella tenía 13 años, envió una grabación de audio suya cantando al productor de música japonés Joe Rinoie, este quedó impresionado por como cantaba, así que le ayudó recomendándola. Más tarde, ella se mudó a California, donde residió un tiempo, lejos de su carrera musical en Tokyo. Stephanie pronto firmó para Sony Music Japan, debutando con su primer sencillo "Kimi ga Iru Kagiri" el 30 de mayo de 2007. Como característica, la canción Kimi ga Iru Kagiri de ese sencillo fue el 1º ending de la serie anime Kiss Dum: Engage Planet. La identidad de Stephanie antes de su debut fue mantenida en secreto.
Stephanie grabó su segundo sencillo llamado "Because of You" el 29 de agosto de 2007. Casualmente, la canción Because of You de este sencillo fue el 2º ending de la serie anime Kiss Dum: Engage Planet. El 30 de noviembre de 2007, ganó el premio a la mejor artista de la 49º edición de los Japan Record Awards.
Sacó su tercer sencillo titulado "Winter Gold" el 12 de diciembre de 2007. A principios de 2008, comenzó a grabar su cuarto sencillo. Este salió el 30 de enero de 2008 bajo el título de "Friends". Poco después la canción Friends de ese sencillo se utilizó como 2º ending de la serie anime Mobile Suit Gundam 00.
El 5 de marzo de 2008 salió su primer álbum llamado "Stephanie", que contenía canciones de sus 4 singles y algunas otras nuevas. Nada más terminar el verano de 2008, Stephanie lanzó el que sería su quinto sencillo llamado "Changin'", en este nuevo sencillo se encontraba la canción que ya se estaba utilizando por esas fechas como octavo y último ending de la serie anime D.Gray-man.
Se espera que el 14 de enero de 2009 salga su sexto sencillo llamado "Pride ~A Part of Me~ feat. SRM".

## Discografía

### Singles
1. Kimi ga Iru Kagiri (君がいる限り?) (Lanzado el 30 de mayo de 2007)
  1. Kimi ga Iru Kagiri (Primer Ending de la serie anime Kiss Dum: Engage Planet)
  2. All the Way (Ending de la serie de televisión japonesa Rajikaru)
  3. Angel Girl
2. Because of You (Lanzado el 29 de agosto de 2007)
  1. Because of You (Segundo Ending de la serie anime Kiss Dum: Engage Planet)
  2. To.Be.Me.
  3. Ben
3. Winter Gold (Lanzado el 12 de diciembre de 2007)
  1. Winter Gold
  2. Life
  3. Kimi ga Iru Kagiri (Acoustic Version)
4. Friends (フレンズ) (Lanzado el 30 de enero de 2008)
  1. Friends (Segundo Ending de la serie anime Mobile Suit Gundam 00)
  2. Let's Go!!
  3. Because of You (Acoustic Version)
5. Changin' (Lanzado el 23 de septiembre de 2008)
  1. Changin' (Stephanie feat. Roma Tanaka)
  2. Changin' (Stephanie Only Version) (Octavo Ending de la serie anime D.Gray-man)
  3. Together
  4. Truth (Orchestral Version)
6. Pride ~A Part of Me ~ feat' (Lanzado el 14 de enero de 2009)
  1. Pride ~A Part of Me~ feat.SRM
  2. Pride ~A Part of Me~ Stephanie only ver
  3. KISSES
  4. Changin' Double Piano Mix

### Álbum
1. Stephanie (ステファニー) (Fecha de salida: 5 de marzo de 2008)
  1. Kimi ga iru Kagiri (Primer Ending de la serie anime Kiss Dum: Engage Planet)
  2. Friends (Segundo Ending de la serie anime Mobile Suit Gundam 00)
  3. Life
  4. Angel Girl
  5. Fallin'
  6. Shiny Days
  7. Smile and Turn Away
  8. Beyond Myself
  9. Truth
  10. To.Be.Me.
  11. Winter Gold
  12. Because of You (Segundo Ending de la serie anime Kiss Dum: Engage Planet)

## Filmografía

### Películas
- 2009: Pride
- 2009: It's All Good (corto)
- 2014: Tokyo Tribe